# マテオ・グラジアノ
マテオ・グラジアノ（Matteo Graziano、2001年7月21日 - ）は、アルゼンチンのラグビー選手。

## プロフィール
- アルゼンチン・ブエノスアイレス出身[1]。
- ポジションはフッカー(HO)。
- 身長 195cm、体重 105kg

## 略歴
2024年、パリ五輪の7人制アルゼンチン代表に選ばれた。